# Anacheilium allemanoides
Anacheilium allemanoides é uma orquídea epífita que cresce nos estados brasileiros do Espírito Santo, Minas Gerais e São Paulo, numa altitude entre 500 m. e 1100 m., embora já tenha sido encontrada na Floresta Atlântica litorânea do estado do Paraná, no Balneário Gaivotas, praticamente ao nível do mar. Também é conhecida como Encyclia allemanoides (Hoehne) Pabst 1972; Epidendrum allemanoides Hoehne 1933; Epidendrum X allemanoides Hoehne 1934; Hormidium allemanoides Hoehne Brieger 1977 e Prosthechea allemanoides Hoehne Higgins 1997. 

## Classificação científica
Reino: Plantae; Divisão: Magnoliophyta; Classe: Liliopsida; Ordem: Asparagales; Família:Orchidaceae; Subfamília: Epidendroideae; Tribo: Epidendreae; SubTribo: Laeliinae; Gênero: Anacheilium; Espécie: A. allemanoides.

## Bibliogafria
SUTTLEWORTH, Floyd S.; ZIM, Herbert S. Orquídeas: guia dos orquidófilos. Rio de Janeiro: Expressão e Cultura, 1997.